# Odynerus rugifrons
Odynerus rugifrons är en stekelart som beskrevs av Cameron. Odynerus rugifrons ingår i släktet lergetingar, och familjen Eumenidae. Inga underarter finns listade i Catalogue of Life.